# Головково (Зубцовский район)
Головково  — деревня в Зубцовском районе Тверской области. Входит в состав Вазузского сельского поселения.

## География
Находится в южной части Тверской области на расстоянии приблизительно 1 км на запад от южной части районного центра города Зубцов на правом берегу реки Вазуза.

## История
Деревня была отмечена еще на карте 1825 года. В 1859 году здесь (деревня Зубцовского уезда Тверской губернии) было учтено 14 дворов.

## Население
Численность населения: 109 человек (1859 год), 14 (русские 95 %) в 2002 году, 26 в 2010.